# Kersnikova ulica, Ljubljana
Kersníkova ulica je ena izmed ulic v Ljubljani.

## Zgodovina
Leta 1919 so po slovenskemu pisatelju Janku Kersniku preimenovali dotedanjo Novo ulico.

## Urbanizem
Ulica povezuje Gosposvetsko in Dvoržakovo ulico.
Ulica je najbolj poznana po sedežu Študentske organizacije Univerze v Ljubljani (Klub K4).